# Chlorodiella davaoensis
Chlorodiella davaoensis is een krabbensoort uit de familie van de Xanthidae. De wetenschappelijke naam van de soort is voor het eerst geldig gepubliceerd in 1941 door Ward.